# Fredrik André Bjørkan
Fredrik André Bjørkan (Bodø, 1998. augusztus 21. –) norvég válogatott labdarúgó, a Bodø/Glimt hátvédje.

## Pályafutása

### Klubcsapatokban
Fredrik André Bjørkan a norvégiai Bodø városában született. Az ifjúsági pályafutását az ottani Bodø/Glimt klubjánál kezdte. 
2016-ban mutatkozott be a Bodø/Glimt felnőtt csapatában. Először a norvég kupa 2016. április 13-ai, Fløya elleni mérkőzésén lépett pályára. A ligában a 2016. április 17-ei, Molde elleni mérkőzésen debütált.
2021. december 1-jén a Hertha BSC bejelentette a német csapatba való átigazolását és egy négyéves szerződés aláírását, amely 2022. január 1-től lépett életbe. Először 2022. január 23-án, a Bayern München ellen 4–1-re elvesztett mérkőzés 58. percében Dárdai Márton cseréjeként lépett pályára. A 2022–23-as szezon első felében a holland Feyenoordnál szerepelt kölcsönben. 2023 januárjában visszatért a Bodø/Glimthez.

### A válogatottban
Bjørkan részt vett a norvég válogatott tagjaként a 2021. június 6-ai, Görögország elleni barátságos mérkőzésen, ahol csereként Birger Melinget váltotta a 69. percben. Pályára lépett még a 2021. szeptember 7-ei, Gibraltár elleni találkozón, ahol szintén Birger Melinget váltotta a 45. percben.

## Statisztikák
2023. július 13. szerint
| Klub                   | Szezon   | Osztály     | Bajnokság | Bajnokság | Kupa  | Kupa | Nemzetközi | Nemzetközi | Összesen | Összesen |
| Klub                   | Szezon   | Osztály     | Meccs     | Gól       | Meccs | Gól  | Meccs      | Gól        | Meccs    | Gól      |
| ---------------------- | -------- | ----------- | --------- | --------- | ----- | ---- | ---------- | ---------- | -------- | -------- |
| Bodø/Glimt             | 2016     | Tippeligaen | 9         | 0         | 3     | 0    | —          | —          | 12       | 0        |
| Bodø/Glimt             | 2017     | OBOS-ligaen | 12        | 2         | 0     | 0    | —          | —          | 12       | 2        |
| Bodø/Glimt             | 2018     | Eliteserien | 13        | 0         | 1     | 0    | —          | —          | 14       | 0        |
| Bodø/Glimt             | 2019     | Eliteserien | 29        | 3         | 1     | 0    | —          | —          | 30       | 3        |
| Bodø/Glimt             | 2020     | Eliteserien | 30        | 1         | —     | —    | 3          | 0          | 33       | 1        |
| Bodø/Glimt             | 2021     | Eliteserien | 28        | 2         | 0     | 0    | 8          | 0          | 36       | 2        |
| Bodø/Glimt             | Összesen | Összesen    | 121       | 8         | 5     | 0    | 11         | 0          | 137      | 8        |
| Hertha BSC             | 2021–22  | Bundesliga  | 10        | 0         | 0     | 0    | —          | —          | 10       | 0        |
| Feyenoord (kölcsönben) | 2022–23  | Eredivisie  | 1         | 0         | 0     | 0    | —          | —          | 1        | 0        |
| Bodø/Glimt             | 2023     | Eliteserien | 11        | 0         | 4     | 0    | 0          | 0          | 15       | 0        |
| Összesen               | Összesen | Összesen    | 143       | 8         | 9     | 0    | 11         | 0          | 163      | 8        |

### A válogatottban
| Válogatott | Év       | Pályára lépés | Gól |
| ---------- | -------- | ------------- | --- |
| Norvégia   | 2021     | 2             | 0   |
| Norvégia   | 2022     | 6             | 0   |
| Norvégia   | 2023     | 1             | 0   |
| Összesen   | Összesen | 9             | 0   |

## Sikerei, díjai
Bodø/Glimt
- Eliteserien
  - Bajnok (2): 2020, 2021
  - Ezüstérmes (1): 2019